# Margaret Jones (Opfer der Hexenverfolgung)
Margaret Jones († 15. Juni 1648) war das erste Opfer der Hexenverfolgung von 1648 bis 1693 in der Massachusetts Bay Colony.

## Leben
Margaret Jones lebte als Hebamme und Heilerin in Charlestown, heute ein Teil von Boston. Die Anschuldigungen gegen sie bezogen sich auf ihre Geburtshilfetätigkeit. Es gibt zwei Hauptquellen zum Hexenprozess gegen sie: das Tagebuch von Gouverneur John Winthrop und die Beobachtungen von Minister John Hale, der als zwölfjähriger Junge Zeuge von Jones’ Hinrichtung geworden war. Margaret Jones wurde am 15. Juni 1648 wegen Hexerei exekutiert. Sie war mit Thomas Jones verheiratet. Er wurde ebenfalls der Hexerei verdächtigt, aber nicht verurteilt.

## Hexenverfolgung in Neuengland

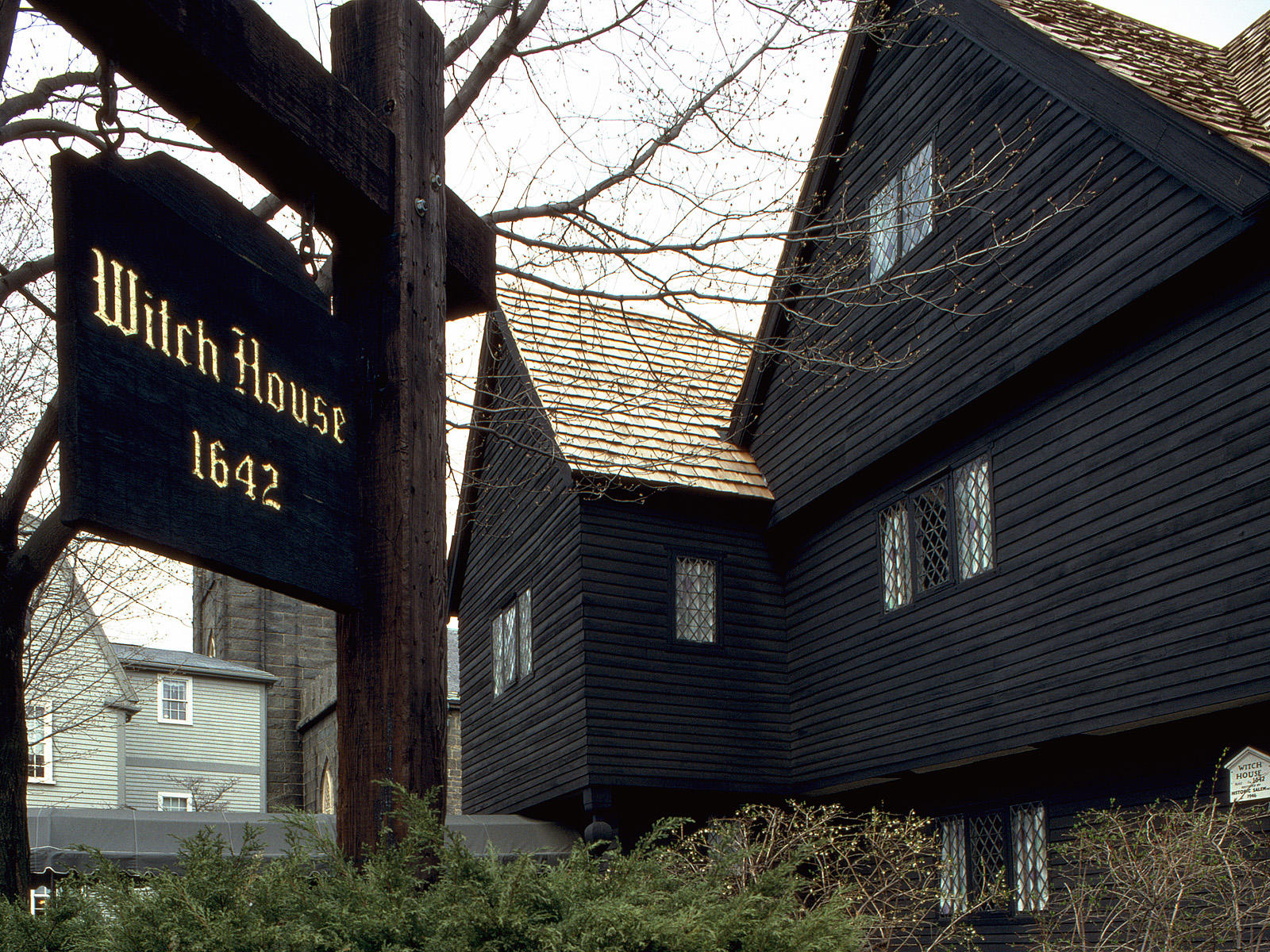
Salem Witch House

In der Region Neuengland wurden im Zeitraum von 1648 bis 1693 mehrere hundert Menschen der Hexerei beschuldigt, darunter über zweihundert im Jahr 1692 während der Hexenprozesse von Salem. Vor den Hexenprozessen von Salem wurden in einem Zeitraum von einundvierzig Jahren (1647–1688) neun Frauen, darunter Margaret Jones, als Hexen gehängt.

## Gerichtsverfahren und Verurteilung
Zu den Mitgliedern des Gerichts, das Margaret Jones wegen Hexerei anklagte und verurteilte, gehörten der Gouverneur John Winthrop und mehrere andere Gründer der Massachusetts Bay Colony. Weitere Mitglieder waren der stellvertretende Gouverneur Thomas Dudley und die Hilfsgouverneure John Endicott, Richard Bellingham, William Hibbins, Increase Nowell, Simon Bradstreet, John Winthrop jr. und William Pynchon.
Winthrops Aufzeichnungen geben keine Auskunft darüber, was die Anschuldigungen gegen Jones oder ihren Ehemann Thomas, der ebenfalls angeklagt, aber nicht verurteilt wurde, ausgelöst hat. Der Fall gegen sie stützt sich auf Beweise, die mit den Methoden von General Matthew Hopkins, einem englischen Hexenjäger, gesammelt wurden. Hopkins Handbuch zur Hexenjagd wurde ein Jahr vor Jones’ Verurteilung veröffentlicht. Darin wird die Praxis des „Beobachtens“ beschrieben, bei der die angeklagte Person in einer bestimmten Position sitzen musste, in der Regel mit gekreuzten Beinen, und zwar für einen Zeitraum von vierundzwanzig Stunden, in denen sie beobachtet werden sollte. Wenn die Person eine Hexe war, sollte innerhalb von vierundzwanzig Stunden ein Kobold (en. imp) erscheinen. Ein Kobold war eine kleine Kreatur oder ein Vertrauter, der von der Hexe abhängig war, um sich zu ernähren. Die Beobachtung von Margaret Jones fand am 18. Mai 1648 statt und Winthrop berichtete, dass ein Kobold „im klaren Licht des Tages“ gesehen wurde.
Winthrop vermerkte außerdem, dass Jones eine „böswillige Art zu berühren“ und hellseherische Kräfte gehabt haben soll. Ihre medizinischen Behandlungen hätten eine „außergewöhnlich heftige Wirkung“ gehabt und Menschen, die ihre Behandlung verweigerten, hätten anschließend verschlimmerte Leiden gehabt, die andere Ärzte sich nicht erklären konnten.